# Mark Atkinson (rugby à XV)
Pour les articles homonymes, voir Atkinson.
Pas d'image ? Cliquez ici

a Compétitions nationales et continentales officielles uniquement.

b Matchs officiels uniquement.
Dernière mise à jour le 10 juillet 2024.
Mark Atkinson, né le 8 mars 1990 à Knowsley, est un joueur international anglais de rugby à XV jouant en tant que centre.

## Biographie

### Carrière en club
Mark Atkinson commence sa carrière professionnelle en 2008 chez les Sale Sharks, puis rejoint ensuite les Wasps en 2010. Entre 2011 et 2014, il joue pour les clubs de deuxième division Esher et Bedford Blues, où il s'affirme au poste de centre.
Il fait son retour en Premiership en 2014, signant pour le club de Gloucester, où il prend part à leur campagne gagnante lors du Challenge européen 2014-2015.
À partir de 2017, avec l'arrivée du nouvel entraîneur Johan Ackermann, il devient membre important de l'équipe première, grâce à sa bonne entente avec Danny Cipriani et Billy Twelvetrees. Profitant de ses capacités physiques et de son habileté ballon en main, il distribue beaucoup de passes après contact à ses coéquipiers.
Il passe la barre des 150 apparitions avec Gloucester durant la saison 2021-2022. Devenu un joueur incontournable du club, il est reconnu pour sa versatilité ainsi que pour sa rapidité et se distingue de par sa grande taille.
Au début du championnat anglais 2022-2023, le centre se blesse sérieusement au genou, l'écartant des terrains pour le reste de la saison.

### Carrière internationale
Mark Atkinson est appelé pour jouer avec les Barbarians pour jouer contre l'Angleterre en 2019.
Il honore sa première sélection internationale avec le XV de la Rose lors d'un match amical en novembre 2021, contre les Tonga lorsqu'il entre en jeu à la 59e minute à la place de Manu Tuilagi. Il ne devait pas participer à cette rencontre, mais est finalement ajouté sur la feuille de match à la dernière minute afin de remplacer George Furbank.

## Palmarès
- Gloucester Rugby
  - Vainqueur du Challenge européen en 2015.
  - Finaliste du Challenge européen en 2017 et 2018.